# Ajševica
Ajševica este o localitate din comuna Nova Gorica, Slovenia, cu o populație de 261 de locuitori.